# Aerorozvidka
Aerorozvidka (in ucraino Аеророзвідка?, letteralmente "ricognizione aerea") è una ONG ucraina che promuove la creazione e l'implementazione di sistemi d'arma a pilotaggio remoto nell'ambito della guerra digitale per le Forze armate dell'Ucraina. Esemplifica l'impegno diretto della società civile nella resistenza contro l'aggressione armata della Russia nei confronti dell'Ucraina, essendo stata fondata nel maggio 2014 in concomitanza con l'occupazione russa della Crimea e l'inizio della guerra del Donbass. Uno dei fondatori, il dirigente d'azienda Volodymyr Kočetkov-Sukač, è rimasto ucciso nel corso del conflitto nel 2015.

## Storia
Aerorozvidka è iniziata come un gruppo di volontari appassionati di droni e informatica, prima di evolversi in un'unità militare. È stata definita una "startup di guerra" dall'Atlantic Council.
Quando la Federazione Russa invase la Crimea nel 2014 Nathan Chazin, leader della "Centuria Ebraica" durante Euromaidan e soldato della prima formazione "Azov", iniziò a cercare opportunità per l'equipaggiamento tecnico delle Forze terrestri ucraine. Dopo un viaggio infruttuoso in Israele, dove gli è stato rifiutato l'aiuto, si è rivolto ad un suo amico di Maidan che si occupava di riprese panoramiche tramite un drone DJI Phantom. Insieme realizzarono il video "L'Ucraina vista da un drone", che ottenne milioni di visualizzazioni su YouTube e sancì la nascita di Aerorozvidka. Volodymyr Kočetkov-Sukač ha poi consegnato il drone ai militari del Battaglione "Ajdar", ricevendo un riscontro positivo. Successivamente Jaroslav Hončar, tenente colonnello dell'esercito ucraino, si è impegnato ad adattare i droni per l'utilizzo in combattimento, estendendone il raggio d'azione da 300 metri a 3 chilometri. I droni hanno continuato ad essere migliorati e a venire impiegati dai battaglioni volontari ucraini.
Nel dicembre del 2015 i membri dell'organizzazione sono entrati a far parte delle Forze armate ucraine, inquadrati nel cosiddetto Centro per l'implementazione e il supporto dei sistemi di controllo operativo (di combattimento) automatizzati (unità militare A2724). Secondo il sistema NATO era classificata come C4ISR. Tuttavia nel 2020 questa unità è stata sciolta, per essere poi ripristinata nel luglio 2021 come Centro per le innovazioni e le tecnologie della difesa in seno al Comando interforze delle Forze armate dell'Ucraina.

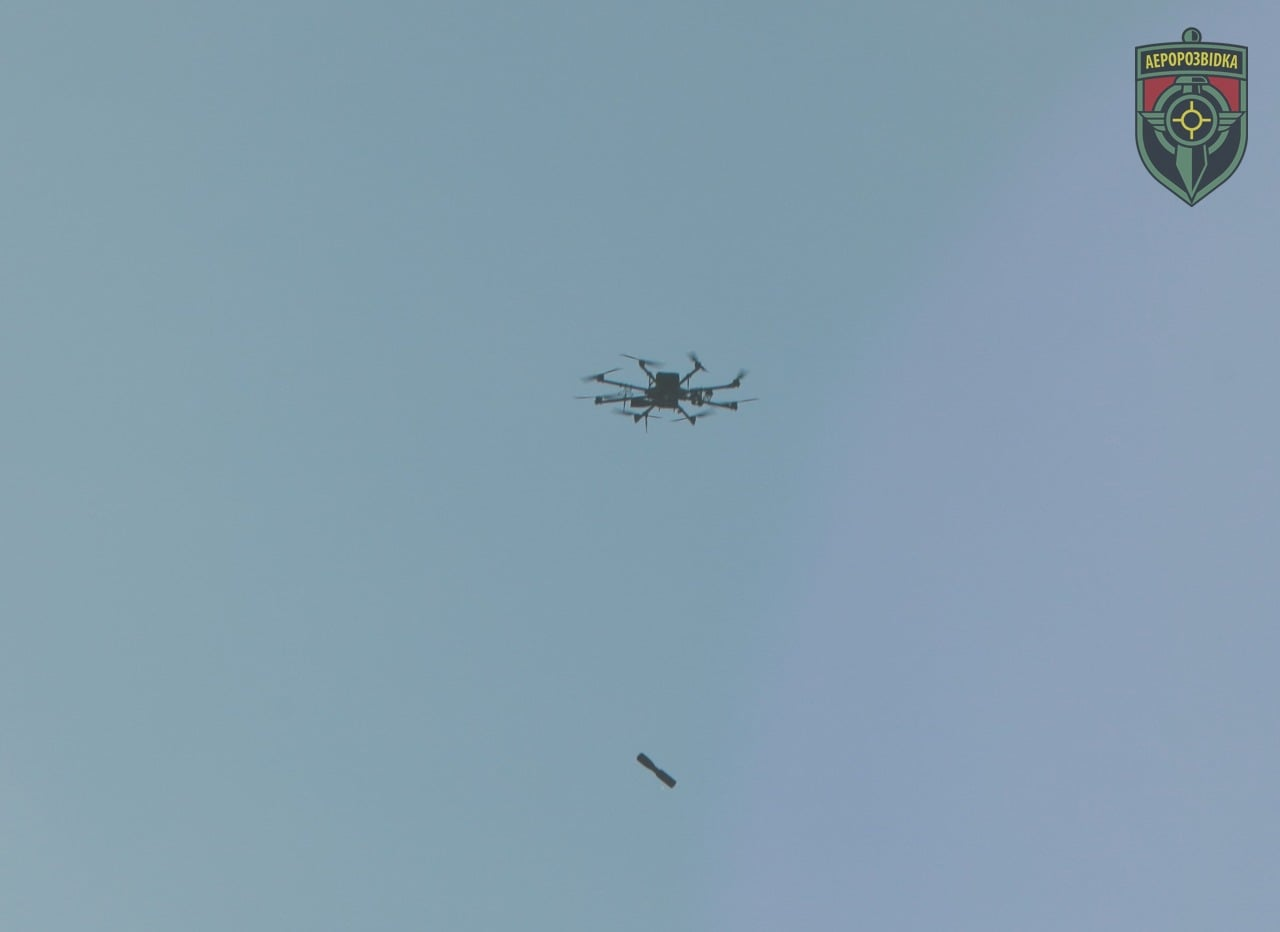
Test di bombardamento con drone R18, novembre 2020

Nel 2016 Aerorozvidka ha lanciato un programma per sviluppare i primi prototipi del proprio drone. Nel 2019 il modello, denominato R18, è stato testato in combattimento nell'Ucraina orientale. Entro il 24 febbraio 2022, giorno dell'invasione russa dell'Ucraina, erano stati prodotti 50 set di optocotteri R18. Questi sistemi sono capaci di decollo e atterraggio verticale, hanno un raggio d'azione di 5 km, un'autonomia di 40 minuti e possono trasportare un carico utile di 5 kg. Inizialmente i droni erano stati pensati per trasportare cibo e medicine, ma la guerra con la Russia ne ha cambiato la modalità d'impiego; attualmente vengono utilizzati come bombardieri, trasportando granate anticarro come munizioni da sganciare su veicoli o soldati nemici. Oltre a questi sistemi proprietari, Aerorozvidka utilizza una grande quantità di droni civili di terze parti, in particolare DJI, a scopo di ricognizione e aggiustamento del tiro di artiglieria.

### Invasione russa dell'Ucraina
Durante le prime fasi dell'invasione russa dell'Ucraina del 2022, squadre di piloti di droni hanno colpito le forze russe mentre queste erano ferme durante la notte. Il 24 febbraio una lunga colonna di veicoli militari russi è partita dalla Bielorussia in direzione di Kiev, muovendosi verso la capitale lungo la riva del Dnepr. Gli scontri con le truppe ucraine sono iniziati il giorno stesso presso Hostomel', e per evitare l'accerchiamento della capitale le unità a difesa della città hanno contrattaccato dalla direzione di Malyn, venendo supportate dai droni di Aerorozvidka, connessi tramite terminali Starlink. Dopo i primi colpi a segno, la colonna si è dispersa in piccoli gruppi di 5-10 veicoli. Gli ucraini hanno inoltre distrutto i depositi di munizioni e disturbato la logistica del nemico, mettendone in crisi la posizione e contribuendo in definitiva a fermare l'attacco russo a Kiev.
Nel corso del conflitto Aerorozvidka ha continuato a potenziare le proprie capacità operative, acquisendo nuovi droni e addestrando altro personale. Diversi team sono stati schierati in prossimità della linea del fronte, in particolare presso le città di Bachmut e Avdiïvka.